# Ogoï
 (septembre 2021).
Si vous disposez d'ouvrages ou d'articles de référence ou si vous connaissez des sites web de qualité traitant du thème abordé ici, merci de compléter l'article en donnant les références utiles à sa vérifiabilité et en les liant à la section « Notes et références ».
Ogoï (en russe : Огой) est la plus grande île du détroit de Maloe More, dans le lac Baïkal, en Russie.
De forme allongée, longue de 2,9 km et large de 0,6 km, elle est située entre le cap Shara-Shulun sur la côte ouest de l'île d'Olkhon et la baie de Kurminskiy sur la rive ouest du lac Baïkal. L'île est inhabitée.

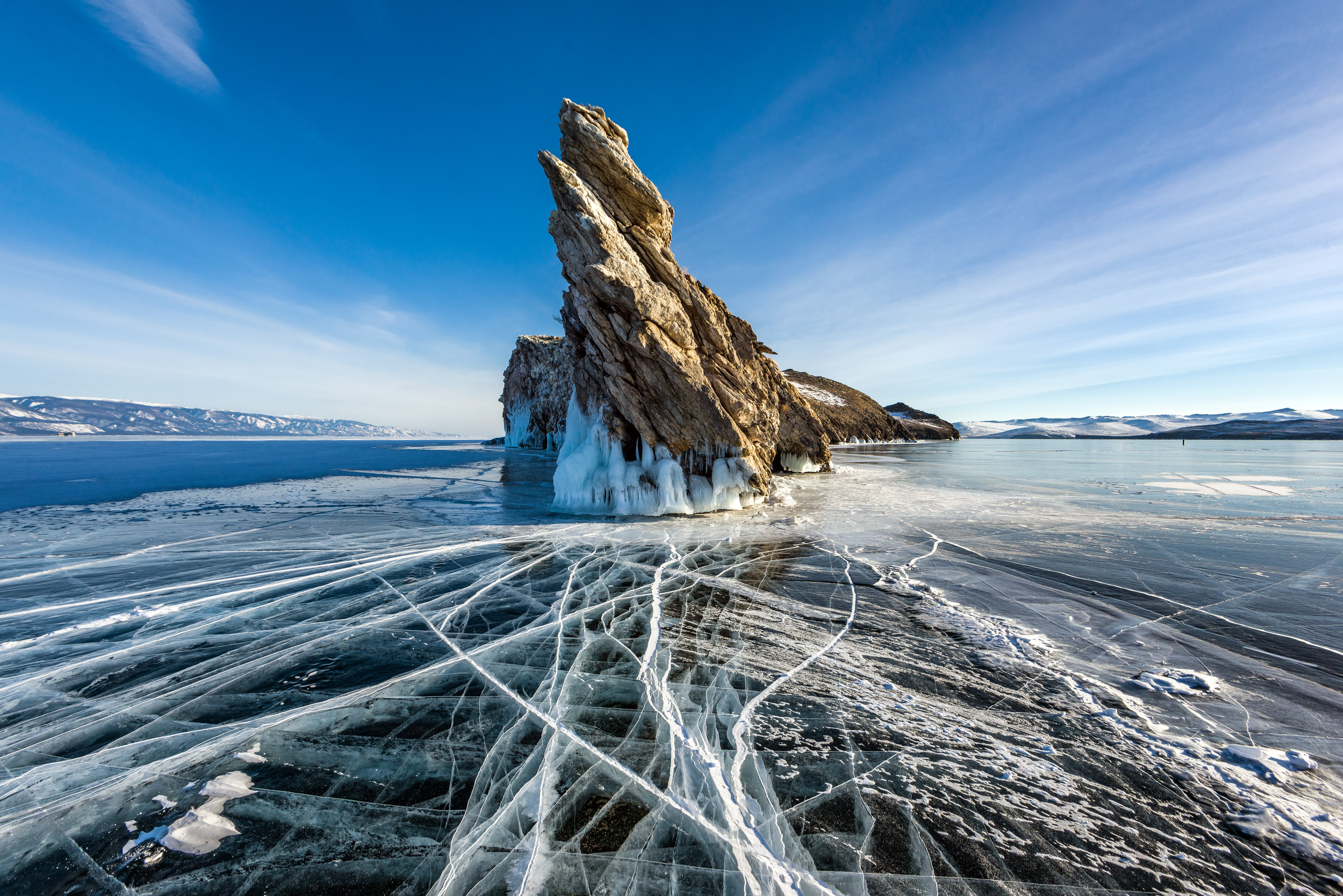
Ogoï en hiver.

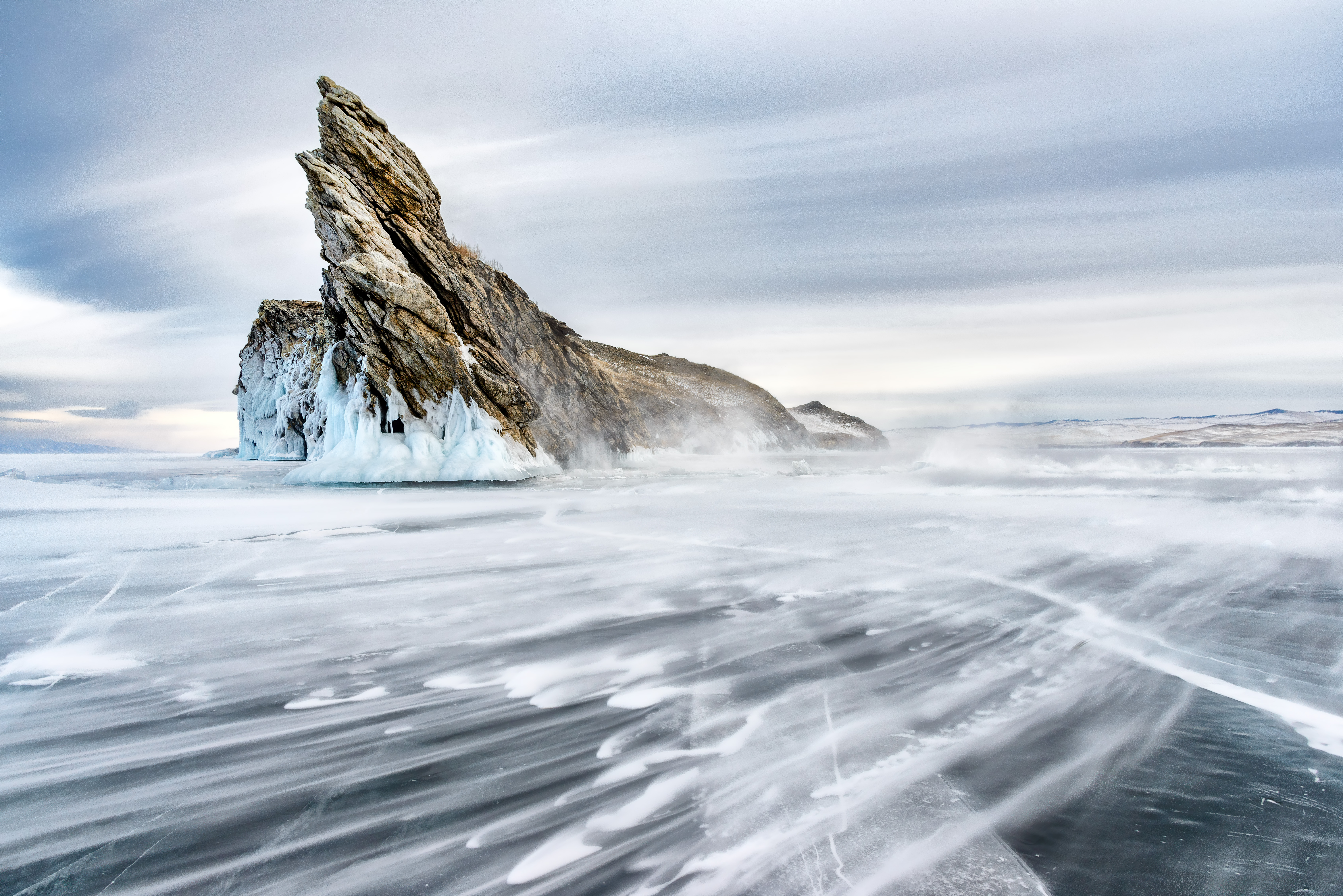
Tempête de neige sur l'ile d'Ogoï. Janvier 2018.

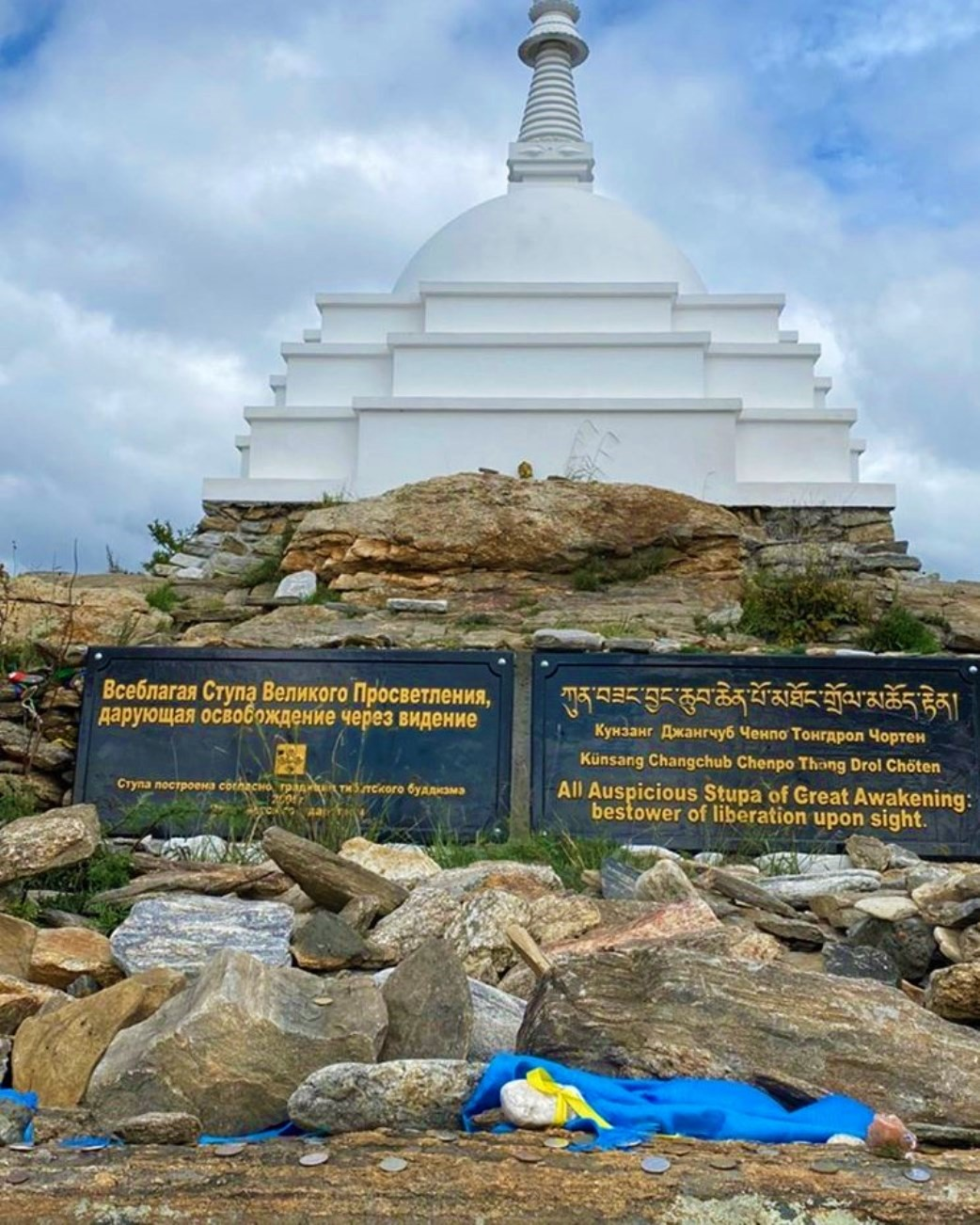
Stupa bouddhiste sur l'île d'Ogoy

## Faune et végétation
La végétation sur l’île est rare, principalement des herbes et des arbustes à faible croissance, avec quelques loquets dans la vaste région centrale. La faune comprend les écureuils terrestres, les pikas et les serpents. L’île est également un lieu de nidification pour les alouettes et les goélands argentés.